# Casimir Picard
 (mai 2019).
Pour les articles homonymes, voir Picard (homonymie).
Casimir Picard, né le 16 décembre 1805 à Amiens et mort le 13 mars 1841 à Abbeville, est un préhistorien français.

## Biographie
Casimir Picard poursuivit ses études de médecine à Paris, puis vint s'installer à Abbeville en 1829.
Ami de Jacques Boucher de Perthes, le docteur Casimir Picard fut l'un des premiers préhistoriens à proposer une étude typologique et technologique des outillages préhistoriques en pierre taillée et polie. 
Casimir Picard initia Boucher de Perthes à la recherche des "antiquités celtiques" dans les sablières des environs d'Abbeville (Corboud, 2005).
Il est à l'origine de la création de la première Société linnéenne du Nord de la France (actuellement Société linnéenne Nord-Picardie) en 1838, société qui ne survivra que quelque temps (jusqu'en 1847) à la disparition prématurée de son fondateur en 1841.
Il était membre correspondant de la Société linéenne de Bordeaux.

## Apport à l'étude de la Préhistoire
Jusqu’aux années 1830, la préhistoire non archéologique, c’est-à-dire l’explication des populations antéhistoriques ou antédiluviennes était basée sur les textes des auteurs anciens, sur les légendes et le folklore et sur des conjectures philosophiques. Ce n’est qu’entre le premier tiers et le milieu du XIXe siècle que l’on commença à entrevoir une véritable préhistoire archéologique (celle que l’on pratique aujourd’hui), basée sur les observations et les faits. 
Un des premiers à proposer une étude typologique et technologique des outillages préhistoriques en pierre taillée et polie fut Casimir Picard, dans deux mémoires consacrés aux « instruments celtiques » publiés en 1835 et 1837. Il disserta sur la fonction des lames de haches, sur leur emmanchement possible. Pour les outils en silex, il ébaucha une première explication du débitage du silex, pour obtenir des lames et des couteaux. Entre 1830 et 1840, de nombreux travaux furent entrepris à Abbeville dans la vallée de la Somme.